# Terminal Central de Autobuses de Pasajeros de Pachuca
La Terminal Central de Autobuses de Pasajeros de Pachuca   "Carlos Martínez Balmori" es la más grande terminal de autobús de la ciudad de Pachuca de Soto.

## Ubicación
La terminal se ubica en Blvd. Javier Rojo Gómez S/N, Col. Cuesco, frente a la Central de Abasto de la ciudad.

## Historia
La terminal de Pachuca fue inaugurada en 1977 y remodelada durante el año 2013. Tiene una afluencia diaria de 20,000 pasajeros y 1,800 corridas.

## Especificaciones de la Terminal
- Número de andenes: 3
- Espacios de aparcamiento de autobuses: 3
- Superficie total de la terminal: 12
- Servicio de Estacionamiento: Superficial3
- Número de taquillas: 3
- Número de locales comerciales: 2
- Salas de espera: 2

## Destinos
| Líneas de Autobuses                                                          | Destinos |
| ---------------------------------------------------------------------------- | --- |
| Autobuses Estrella Blanca                                                    | Actopan, Álamo, Atotonilco el Grande, Calnali, Huejutla, Huichapan, Ixmiquilpan, Lolotla, Ciudad de México Norte, Ciudad de México Aeropuerto, Molango, Querétaro Central, San Agustín Metzquititlán, San Juan del Río, Tampico, Tianguistengo, Tlalchinol, Tuxpan, Zacualtipan, |
| Autobuses Futura                                                             | Acapulco Central Lujo, Atlapexco, Atotonilco el Grande, Chilpancingo, Cuernavaca E.Blanca, Guadalajara, Huauchinango, Huautla, Huejutla, Irapuato, León, Lolotla, Ciudad de México Norte, Monterrey Central, Molango, Nuevo Laredo, Platón Sánchez, Poza Rica, Puebla CAPU, Querétaro Central, San Agustín Metzquititlan, San Felipe Orizatlan, San Juan de los Lagos, San Luis Potosí, Saltillo, Tampico, Tlalchinol, Tulancingo, Tuxpan, Xicotepec de Juárez, Zacualtipan |
| Transportes Chihuahuenses                                                    | Agua Prieta, Aguascalientes, Cd. Camargo, Cd. Delicias, Cd. Jiménez, Cd. Juárez, Chihuahua, Durango, Fresnillo, Janos, León, Nogales, Puebla, San Luis Potosí, Torreón, Zacatecas |
| Ómnibus de México                                                            | Actopan, Aguascalientes, Cadereyta Jiménez, Cd. Valles, Celaya, Chapulhuacan, Ébano, Guadalajara, Huauchinango, Irapuato, Ixmiquilpan, La Piedad, León, Matamoros, Matlapa, Ciudad de México Norte, Morelia, Moroleón, Monterrey Central, Poza Rica, Querétaro Central, Reynosa, Salamanca, Saltillo, San Luis de la Paz, Tamazunchale, Tampico, Tamuin, Tula, Tuxpan, Tuxpan Nueva Central                                                                                 |
| Autobuses México Pachuca Flecha Roja                                         | Atotonilco el Grande, Desviación Huasca, Desviación Omitlán, Desviación Real del Monte, Ciudad de México Norte, Metztitlán, Tizayuca |
| Autobuses Pachuca Actopan Ixmiquilpan                                        | Actopan, Dios Padre, El Tephe, Ixmiquilpan |
| Autobuses México Zimapán Valles                                              | Actopan, Cd. Valles, Chapulhuacan, Comoca, Desviación Tasquillo, Desviación Xilitla, Ixmiquilpan, Jacala, La Cima, La Huasteca, Matlapa, Santa Ana, Tamazunchale, Villas de Pachuca, Xolol, Zimapán |
| AVM/Ovnibus                                                                  | Actopan, Arco Norte, Cd. Valles, Comoca, Desviación Tasquillo, Desviación Xilitla, Ixmiquilpan, Jacala, Matlapa, Mixquiahuala, Progreso de Obregón, Santa Ana, Tamazunchale, Tepatepec, Tepeji del Río, Tlahuelilpan, Tlaxcoapan, Toluca Central, Tula, Villas de Pachuca |
| Autobuses de Oriente ADO                                                     | Apizaco, Calpulalpan, Gutiérrez Zamora, Huamantla, Huauchinango, Huejutla, Ciudad de México Norte, Ciudad de México TAPO, Naranjos, Oaxaca, Pánuco, Papantla, Perote, Platón Sánchez, Poza Rica, Puebla CAPU, Reynosa, Tampico, Tecolutla, Tempoal, Tlalnepantla, Tulancingo, Tuxpan, Veracruz CAVE, Villa Lázaro Cárdenas La UNO, Villa Juárez, Villa de Pachuca, Xalapa.                                                                                                  |
| ADO GL                                                                       | Veracruz CAVE, Xalapa |
| Texcoco Plus                                                                 | Apizaco, Calpulalpan, Huamantla, Ciudad de México TAPO, Perote, Puebla CAPU, Texcoco, Veracruz CAVE, Xalapa |
| Autobuses Unidos AU (Intermedio)                                             | Calpulalpan, Cd. Sahagún, Emiliano Zapata, La Virgen, Puebla CAPU, Tlaxcala |
| Ómnibus de Tizayuca ODT                                                      | Gutiérrez Zamora, Huauchinango, Papantla, Poza Rica, Metro Indios Verdes, Metro Potrero, Tecámac, Tecolutla, Tizayuca, Ciudad de México Norte, Ciudad de México TAPO, Villa Lázaro Cárdenas La UNO, Villa Juárez, Villas de Pachuca. |
| Autobuses México San Juan Teotihuacan Apan Calpulalpan y Ramales Flecha Roja | Desviación Tepexpan, El Cerrito, Tepeyahualco, San Juan Teotihuacán, San Martín de las Pirámides, Santiago Tolman, Santo Domingo, Texcoco, Zona Arqueológica |
| Autotransportes de Hidalgo                                                   | Apan, Axapusco, Cd. Sahagún, Emiliano Zapata, Nopaltepec, Otumba, San Juan Teotihuacán, San Martín de las Pirámides, Tepeapulco, |

## Transporte Público de pasajeros
- Servicio de Taxi seguro dentro de la terminal.
- Servicio de Colectivos